# Kleinzell im Mühlkreis
Kleinzell im Mühlkreis è un comune austriaco di 1 538 abitanti nel distretto di Rohrbach, in Alta Austria.